# Oniomanie
Oniomanie (Oudgrieks: ὤνιος, ōnios = "te koop") is een synoniem voor koopzucht, een verslaving waarbij men impulsief aankopen doet van goederen die hij of zij in principe niet dringend nodig heeft. Problemen waar men aan kan lijden bij deze verslaving zijn onder meer de drang tot diefstal om aan geld te komen. Daarnaast kan men zichzelf ook financieel ruïneren als gevolg van deze uitgaven.
De term oniomanie werd in 1909 voor het eerst gebruikt door Emil Kraepelin.